# Mustafa al-Shaykh
Muṣṭafā Aḥmad al-Shaykh (in arabo مصطفى أحمد الشيخ‎?; regione di 'Utma, 2 giugno 1957) è un generale siriano.
Originario della regione di Uṭma (in arabo أطمة‎?), nel Governatorato di Idlib, è comandante in capo del Consiglio Supremo militare dell'Esercito Siriano Libero (ESL) dal dicembre del 2012 è stato uno dei comandanti degli Shām Falcons (Falconi di Siria), un battaglione che conta circa 2.000 uomini, 
È stato un generale dell'esercito regolare siriano, comandante del Reparto Armi chimiche e della Regione Settentrionale siriana prima della sua diserzione nel corso della guerra civile siriana.
Al-Shaykh ha detto di aver combattuto con la sua coscienza prima di defezionare a causa dei suoi 37 anni di servizio attivo e della possibile retribuzione di cui avrebbe goduto con la sua famiglia estesa. Ha detto anche che la sua decisione finale è stata determinata da un'aggressione sessuale di un gruppo di soldati ai danni di una giovane sposa  in un villaggio vicino Hama.